# Agiorgitiko
Agiorgitiko är en blå vindruva som också kallas St. George efter staden där den har sitt ursprung i östra Grekland. Druvan är den näst mest odlade i Grekland och är mest framstående när den odlas på hög höjd i vinregionen Nemea på Peloponnesos. Där ger den några av Greklands bästa rödviner.
Färgen på skalet är ljusröd, den har en låg syrahalt och ger en hög avkastning. Blandad med Cabernet Sauvignon gör den det populära bordsvinet Katoi. Druvan förekommer också i roséviner
Ytterligare ett namn på druvan är Mavro Nemeas.